# Waterpolo op de Olympische Zomerspelen 1912

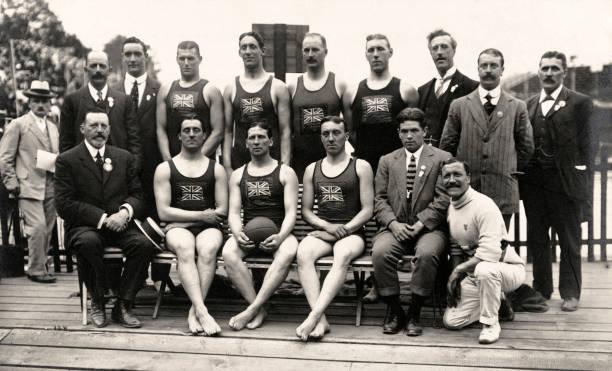
het team van Groot-Brittannië

Waterpolo is een van de sporten die beoefend werden tijdens de Olympische Zomerspelen 1912 te Stockholm.

## Mannen
De zes deelnemende landen speelden een knock-outtoernooi.
Hierna was er nog een toernooi om de tweede plaats waaraan de landen konden deelnemen die van de winnaar hadden verloren.
Vervolgens was er ook nog een toernooi om de derde plaats, hieraan konden de landen deelnemen die van de winnaar en de nummer twee hadden verloren.

### Voorronde
| 7 juli | 15:15 | Groot-Brittannië | 7 - 5 1 | (2-3,2-1,3-1) | België    |
| 8 juli | 13:30 | Zweden           | 7 - 2   | (4-0,3-2)     | Frankrijk |
| 9 juli | 13:35 | Oostenrijk       | 5 - 4   | (1-2,4-2)     | Hongarije |

1Na verlengingen.

### Halve finale
| 11 juli | 20:00 | Groot-Brittannië | 6 - 3 | (2-1,4-1) | Zweden |

### Finale
| 13 juli | 19:50 | Groot-Brittannië | 8 - 0 | (4-0,4-0) | Oostenrijk |

### Herkansingsronde
| 10 juli | 15:15 | België | 6 - 5 | (2-3,4-2) | Hongarije |
| 11 juli | 11:30 | België | 4 - 1 | (2-1,2-0) | Frankrijk |

### Kwalificatie voor de tweede plaats
| 14 juli | 20:00 | Zweden | 8 - 1 | (5-1,3-0) | Oostenrijk |

### Kwalificatie voor de derde plaats
| 15 juli | 13:00 | België | 5 - 4 | (2-1,3-3) | Oostenrijk |

### Beslissingswedstrijd voor de tweede en derde plaats
| 16 juli | 9:00 | Zweden | 4 - 2 | (1-1,3-1) | België |

### Eindrangschikking
| rang   | land             |
| ------ | ---------------- |
| Goud   | Groot-Brittannië |
| Zilver | Zweden           |
| Brons  | België           |
| 4      | Oostenrijk       |
| 5      | Hongarije        |
| 6      | Frankrijk        |